# アベンジ (掃海艇)
アベンジ(英：USS Avenge, AM/MSO-423)は、アメリカ海軍に所属するアグレッシブ級及びアジャイル級掃海艇の一隻で、掃海を行う艦艇である。
この艦は二代目のアベンジと命名された艦である。1951年8月1日にコネチカット州スタンフォードで起工し、1953年3月15日に進水、翌年5月13日にブルックリン海軍工廠にて就役した。また、1955年1月14日にMSO(Mine Sweeper, Ocean)に種別が変更されAM-423からMSO-423となった。

## 就役
シェイクダウン訓練を終えた後、8月6日にアベンジの母港であるサウスカロライナ州チャールストンへ航海し、8日に到着した。1955年1月14日に改装を受けるためにチャールストン海軍工廠に入るまでの間、当地で任務に従事していた。その改装を受けたあと、種別がMSOに変更され、本格的に掃海を行うことになった。

## 最初の地中海への航海
11月6日、アベンジは地中海へ向かった。その間の港は第6艦隊のいるジブラルタル、バルセロナ、ニース、カンヌ、トゥーロン、モナコ、バレッタ、ナポリ、パルマ・デ・マヨルカ、バレアレス諸島になった。アベンジは、1956年1月17日にジブラルタルを出発し31日にチャールストンへ戻った。その後4月9日にノバスコシア州沿岸に赴き、ハリファックス沖において5月14日に帰投するまで掃海を行った。

## 北大西洋での任務
チャールストンに二ヶ月滞在した後、7月16日にカナダ沖へ向かった。そこで二ヶ月間遠距離早期警戒線のレーダー基地と連携しながら調査と海岸整序の補助を行った。9月4日にニューファンドランド・ラブラドール州セントジョンズより出港し、11日にチャールストンへ到着した。

## 二度目の地中海への航海
1957年1月15日、アベンジはニューファンドランド・ラブラドール州アルジェンティアへ戻り、寒い気候においての掃海任務に従事した。帰還中1月30日にニューヨークを通過、チャールストンに2月7日に到着し当地での任務を8月29日まで行った。その日、アベンジは再び地中海へ向かった。ジブラルタル到着後、アベンジはバレッタ、ソーダ湾、コス島、ガエータ、ナポリ、イズミルへと赴いた。第六艦隊と行動をともにしている間、ガエータにてイタリア海軍と共同訓練を行った。また、1958年1月にはマルタ島にてイギリス海軍と行動をともにしていた。五ヶ月間地中海に滞在した後、2月13日にチャールストンへと戻った。

## 東海岸での任務
5月下旬、アベンジはノースカロライナ州オンスローにて陸海共同の訓練と、バージニア州リトルクリークでの掃海訓練に参加した。アベンジは1959年1月11日にチャールストンを離れ、12日にジョージア州サバンナのドックに分解点検修理のため入った。アベンジは5月14日にチャールストンへ戻り、6月にかけて再訓練を行い、7月24日にもう一度地中海へ向かうまで掃海訓練に参加していた。

## 三度目の地中海への航海
第六艦隊と行動をともにしていた間、アベンジは多くの訓練に参加した。その中で最も大規模だったものが8月にラ・スペツィアで行われたフランス、ギリシャ、トルコ、ベルギー、イタリア海軍と共同で行われた"ゲージ"訓練である。アベンジは1960年2月11日にチャールストンへ戻った。
アベンジは5月23日にチャールストンを離れ、カリブ海でのスプリングボード作戦に参加した。7月に、フロリダ州カナベラル岬の配属を解除され、分解点検修理のため母港へ帰投した。

## カリブ海での任務
アベンジは1961年1月から2月にかけての陸海共同の訓練のため再びカリブ海へ向かった。母港へ帰投後、4月にドミニカ共和国で政変が起こりカリブ海へ急行し、8月まで戻らなかった。その後、サウスカロライナ州沿岸で掃海訓練を行って、1961年の一年は慌ただしく過ぎた。
1962年1月、パナマシティより海軍機雷研究所に出向し2月に母港へ戻った。分解点検修理の後、8月にパナマシティへと戻った。その後、10月から11月にかけて掃海艇分隊82と共に掃海訓練を行った。

## ヨーロッパでの任務
1963年1月上旬、アベンジは19日間かけて大西洋を横断し、別のカリブ海の巡航に参加し、複数の訓練を行った。その間、複数の港にも寄港した。その後、6月5日に母港に帰港するまでNATOの訓練"フェア・ゲーム"に参加した。帰港後、パナマシティの海軍機雷研究所に移った。その報告を持ち、11月20日に母港へと戻り、カリブ海へ向かう準備を始めた。また、アベンジは最も戦闘準備の整っていた大西洋艦隊の艦として1963年のマージョリー・ステレット戦艦基金賞を受賞した。

## 任務によるカリブ海巡航
1964年2月、アベンジは二ヶ月に渡るカリブ海の巡航を始め、グアンタナモ湾を港とした。4月にチャールストンへ戻りドック入りし、修理を受け再訓練を行った。12月下旬、アベンジは再びカリブ海へ向かった。1964年末、アベンジはアメリカ領バージン諸島フレデリック・ステッドに投錨した。

## ミサイル開発の補助
1965年の1月から2月にかけて、3月にチャールストンに戻るまでアベンジは訓練と作戦で予定が埋まりきっていた。8月に、アベンジはジェミニ5号の支援部隊としてケープ・カナベラルを港としていた。12月上旬、アベンジはビエケス島沖での陸海共同訓練にクリスマス休暇のための帰投まで参加した。
1966年2月、アベンジはアポロ計画の宇宙船の支援部隊に配属されていた。その後3月に母港チャールストンへ戻り、6月まで当地での任務を行った。7月上旬、再び分解点検修理を行うためサバンナへ向かった。9月にドックを出て、ノーフォーク沖で再訓練を行った。

## 掃海具のテスト
アベンジは1967年1月14日に、ヘリコプターを使った新型掃海具のテストの支援のためパナマシティへ戻った。アベンジは2月にタンパとジャクソンビルへ向かい、2月28日にチャールストンに戻った。その後、5月2日にロードアイランド州ニューポートに再訓練に向かうまでの間海軍機雷戦学校に滞在した。5月20日にボストンを経由した後26日にチャールストンに戻った。

## スペインでの修理
アベンジは、7月17日に改装のためサウスカロライナ州マウントプレザントのドックに入った。改装完了後、8月16日に地中海へ向かった。広範囲に損傷を受けた後、スペインのロタに9月2日に寄港し修理を行った。その後、25日にイズミルへ向かい任務を再開した。10月16日から25日にかけてトルコのディキリ沖にてイギリス・トルコ両海軍と共に訓練を行った。アベンジは11月上旬にその可用性のためにナポリに移り、その後ラ・スペツィア、アジャクシオ、コルシカ島ロヴォ・サント、トゥーロンを訪れた。そして年が終わる前にナポリに戻った。
1968年1月3日に、13日にアベンジの母港へ帰るまでの10日間サルデーニャで陸海共同の訓練に参加した。2月3日にチャールストンに戻った。4月15日から機雷のテストに参加し、5月26日に近代化改装のために母港に戻った。

## 損傷
アベンジは8月26日にメリーランド州ボルチモアへと向かい、30日にベスレヘム・スチールの工廠に入った。この改装は1969年まで続いた。9月27日、乾ドック化が行われた。しかし、10月6日に原因不明の火災により船体中央部に甚大な損傷を負った。

## 廃艦
修理するのは非経済的という理由で1970年1月31日にアベンジは退役した。2月1日には海軍現役艦リストからも除籍された。

## 参考資料
- この記事はアメリカ合衆国政府の著作物であるDictionary of American Naval Fighting Shipsに由来する文章を含んでいます。 記事はここで閲覧できます。